# Малошиці (Сілезьке воєводство)
Малошиці (пол. Małoszyce) — село в Польщі, у гміні Жарновець Заверцянського повіту Сілезького воєводства.
Населення — 316 осіб (2011).
У 1975-1998 роках село належало до Катовицького воєводства.

## Демографія
Демографічна структура станом на 31 березня 2011 року:
|          | Загалом | Допрацездатний вік | Працездатний вік | Постпрацездатний вік |
| -------- | ------- | ------------------ | ---------------- | -------------------- |
| Чоловіки | 167     | 29                 | 115              | 23                   |
| Жінки    | 149     | 32                 | 83               | 34                   |
| Разом    | 316     | 61                 | 198              | 57                   |